# Webmail
Webmail (Web-based e-mail) predstavlja uslugu elektroničke pošte gdje se kao sučelje za pristup prvenstveno koristi web-preglednik. Za razliku od uobičajenog pristupa e-pošti putem zasebnih klijentskih programa za e-poštu (kao što su Microsoft Outlook i Mozilla Thunderbird) koji poruke čuvaju na korisničkom računalu, u webmailu se poruke ne trebaju prenositi i čuvati na korisničkom računalu već mogu ostati pohranjene samo na poslužiteljima pružatelja usluge. Popularniji pružatelji usluge webmaila su Gmail, Yahoo! Mail, Hotmail i AOL.
Osnovna prednost webmaila je što svaki korisnik može pristupiti svom poštanskom sandučuću s bilo kog mjesta u svijetu ako ima računalo povezano na Internet.
Hotmail (sada Windows Live Hotmail) je 1997. predstavio novu uslugu, website posvećen samo elektroničkoj pošti. Slijedeći uspjeh Hotmaila, Google je 2004. pokrenuo Gmail s mnogim inovacijama, kao što su JavaScript izbornici, tekstualne reklame i veliki besplatni skladišni prostor od 1 000 MB (u odnosu na uobičajeni prostor od ispod 30 MB), što je vodilo naglom razvoju webmaila.
Mnogi pružatelji Internet usluga daju i uslugu webmaila. Za tu svrhu koriste se namjenski programi kao što su Horde (softver), SquirrelMail, RoundCube, BlueMamba i drugi.
Iako je webmail prvenstveno orijentiran na web-pristup, neki pružatelji webmaila omogućuju pristup poštanskom sandučiću i na uobičajen način putem protokola SMTP/POP3/IMAP.

## Vanjske poveznice
- Iskon webmail i opis webmaila na www.iskon.hr  Arhivirana inačica izvorne stranice od 30. rujna 2010. (Wayback Machine)
- AOL Mail
- Gmail
- Windows Live Hotmail
- Yahoo mail